# Régiments de cavalerie français d'Ancien Régime (F)
Cet article présente la liste des régiments de cavalerie français d'Ancien Régime, commençant par la lettre F.

## Régiment de Fabert cavalerie
- Régiment de Fabert cavalerie

Le régiment est levé le 20 mars 1652, par Abraham Fabert. Envoyé en Lorraine, il participe  au siège de Sainte-Menehould en 1653, puis au secours de Stenay et d'Arras, aux prises du Quesnoy et de Binche en 1654 puis il rejoint la Flandre en 1657 et est licencié 18 avril 1661.

## Régiment de Fabry cavalerie
- Régiment de Fabry cavalerie

Le régiment est levé le 20 juin 1644, par N. de Fabry. Envoyé à l'armée de Flandre, il est licencié après la campagne.

## Régiment de Feuquières cavalerie
- Régiment de Feuquières cavalerie

C'est l'ancien régiment de Beauregard-Champron cavalerie qui prend le nom de « régiment de Feuquières cavalerie » après avoir été donné le 19 décembre 1644, à Charles de Pas, baron de Feuquières. Engagé dans la guerre de Trente Ans, il quitte la Catalogne pour la Lorraine en septembre 1645 et se trouve à la prise de Longwy en 1646 puis il passe en Italie, et assiste au siège de Crémone en 1647, au siège et bataille de Crémone en 1648. Envoyé en Champagne, il participe à la bataille de Rethel en 1650 et passe en Lorraine en 1651. Le régiment est licencié en novembre 1652.

## Régiment de Fiennes cavalerie
- Régiment de Fiennes cavalerie[1],[2]
- Régiment de Fitz-James cavalerie
- Régiment des chasseurs de Flandre

## Régiment de Flechstein cavalerie
- Régiment de Flechstein cavalerie 

C'est l'ancien régiment de Trefski cavalerie qui prend le nom de « régiment de Flechstein cavalerie » après être devenu la propriété du colonel Flechstein le 17 octobre 1741. Il est cité en 1643 à la bataille de Tuttlingen, aux batailles de Mariendhal et de Nordlingen en 1645. En 1647, le « régiment de Flechstein cavalerie » est à l'armée de Flandre et il était, depuis le 24 février 1647, complètement assimilé aux régiments français. Il retourne en Allemagne en 1648, revient en Flandre en 1649 et il prend le nom de régiment de Nimitz cavalerie après avoir été donné au colonel Nimitz en 1649.

## Régiment de Florensac cavalerie
- Régiment de Florensac cavalerie[3]

## Régiment de Folleville cavalerie
- Régiment de Folleville cavalerie

Le régiment est levé le 18 juillet 1650, par Guillaume Le Sens, marquis de Folleville dans le cadre de la guerre franco-espagnole. Affecté à l'armée de Champagne, il participe à la bataille de Rethel en 1650 puis il passe, en 1651, en Guyenne et en 1652, il assiste au siège de Saintes, au combat de Pons, et au combat de Montamé où il est écrasé. Recomposé, il rejoint la Champagne en 1653, et participe au secours de Mouzon, au siège de Sainte-Menehould, puis à l'expédition de Naples en 1654, et à prise de Castellamare. Il est licencié après la campagne de 1654.

## Régiment de Fomboizard dragons
- Régiment de Fomboizard dragons[4]

## Régiment de Fontenay dragons
- Régiment de Fontenay dragons réformé le 10 décembre 1698[5]

## Régiment de Fontbeausard dragons
- Régiment de Fontbeausard dragons[6]

## Régiment de Forbus cavalerie
- Régiment de Forbus cavalerie 

Ce régiment weimarien est admis à la solde de la France le 26 octobre 1635. Sous le commandement du colonel de Forbus, il est envoyé en Lorraine et sur le Rhin en 1636 dans le cadre de la guerre de Trente Ans. Il prend le nom de régiment de Rusworms cavalerie après avoir été donné au colonel Rusworms le 17 octobre 1641.

## Régiment de Forsac
- Régiment de Forsac[7]
- Régiment des chasseurs de Franche-Comté

## Régiment de Foucauld cavalerie
- Régiment de Foucauld cavalerie

Le régiment est formé, le 23 février 1649, par Antoine de Foucauld, avec la moitié du régiment du maréchal de La Mothe-Houdancourt qui venait de passer dans le parti rebelle. Affecté à l'armée de Catalogne, il est incorporé par ordre du 4 juin 1651, dans le régiment de régiment de Créquy-français cavalerie, qui est rétabli pour François de Blanchefort, marquis de Créquy, Antoine de Foucauld restant mestre de camp lieutenant. Envoyé en Guyenne, il passe en Italie en 1652, revient en Guyenne en 1653 et repasse en Italie en 1655. Le 9 avril 1655, il reprend son nom initial après avoir été donné à Antoine de Foucauld. Envoyé en Picardie, il se trouve au siège de Valenciennes en 1656, retourne en Italie, et participe au secours de Valencia, prise de Varas et de Novi en 1657, aux sièges de Valencia et de Mortara en 1658. Le régiment est licencié en Italie le 18 avril 1661, à l'exception de la compagnie d'Antoine de Foucauld. Le régiment est rétabli le 7 décembre 1665, toujours sous le nom de « régiment de Foucauld cavalerie ». Envoyé en Roussillon en 1667, il est en garnison à Rodez en 1668 et est licencié le 24 mai de la même année, sauf la compagnie de mestre de camp qui figure dans la liste des 66 escadrons du 26 février 1670. Rétabli le 9 août 1671, avec la compagnie de Foucauld, par Jean-Raymond de Villardis, comte de Quinson dont il était capitaine-lieutenant, il prend alors le nom de régiment de Quinson cavalerie.

## Régiment de dragons-étrangers des Fourneaux
- Régiment de dragons-étrangers des Fourneaux

C'est l'ancien régiment de dragons-étrangers d'Arzilliers qui prend le nom de « régiment de dragons-étrangers des Fourneaux » après avoir été donné, en 1648, à Antoine de Greffain des Fourneaux. Dans le cadre de la guerre de Trente Ans, il se trouve en Flandre et il participe aux sièges de Cambrai et de Condé en 1649, à la prise de Guise, et à la bataille de Rethel, où il est presque détruit en 1650. Réduit à une compagnie franche, le 25 mai 1651, celle-ci sert de noyau au régiment de Brinon cavalerie-étrangère. Rétabli, régiment se trouve à l'armée de Turenne, et participe aux batailles de Bléneau, d'Étampes et du faubourg Saint-Antoine en 1652 puis il passe en Champagne, et assiste au siège de Sainte-Menehould en 1653, à la prise de Stenay, au secours d'Arras en 1654, aux sièges de Landrecies, de Condé et de Saint-Ghislain en 1655, au siège de Valenciennes en 1657, à la bataille des Dunes, et aux prises de Dunkerque et d'Ypres en 1658, puis il est licencié en Flandre, le 20 juillet 1660. La compagnie du mestre de camp, maintenue sur pied, fait partie du secours envoyé en Hongrie en 1664 et participe à la bataille de Saint-Gothard. Le 7 décembre 1665, le régiment est rétabli, et, lors de la guerre de Dévolution, il est en Flandre en 1667, et assiste à la prise de Lille puis il est mis en garnison à Menin et est licencié le 26 mai 1668, à l'exception de la compagnie du mestre de camp. Le 9 août 1671, il est rétabli à 6 compagnies et il est engagé dans la guerre de Hollande en 1672. Mis en garnison à Utrecht en 1673, il prend le nom de régiment de dragons-étrangers de Varennes le 19 février 1674, après avoir été donné à Joseph Alexandre de Nagu, marquis de Varennes.

## Régiment de Fresnay cavalerie
- Régiment de Fresnay cavalerie

Le régiment est levé le 24 février 1641, par M. de Fresnay dans le cadre de la guerre de Trente Ans. Il combat en Italie en 1641 puis en Roussillon en 1642 et prend le nom de Régiment de Léran cavalerie après avoir été donné à M. de Léran.